# Fransquillon
 (octobre 2016).
- Si vous ne connaissez pas le sujet, laissez ce bandeau (vous pouvez alors contacter les auteurs).
- Si vous supprimez le contenu mis en cause (vous pouvez préalablement contacter les auteurs),

argumentez précisément cette suppression dans la page de discussion
(un manque de référence n'est pas un argument ; une recherche réelle de référence doit avoir été effectuée, être formellement documentée).
 (décembre 2007).
 (avril 2011).
Si vous disposez d'ouvrages ou d'articles de référence ou si vous connaissez des sites web de qualité traitant du thème abordé ici, merci de compléter l'article en donnant les références utiles à sa vérifiabilité et en les liant à la section « Notes et références ».
Le terme péjoratif fransquillon a plusieurs acceptions. 
De façon générale, il désigne un Français et sa langue. En Wallonie, il désigne une personne qui s’exprime, par affectation, en français selon l’usage du français central. En Flandre, les nationalistes flamands utilisent le terme fransquillon pour désigner tous les francophones d'origines flamandes. Par contre, les flamands modérés et les francophones utilisent ce terme pour désigner les francophones qui trouvent que le Français est supérieur au Flamand.
En Belgique, l’origine étymologique du mot Fransquillon ne fait pas l’objet d’un consensus. Pour les francophones, ce mot dérive du wallon franskilion, formé sur le radical de francès « français » avec le suffixe. péjoratif -illon. Le terme fransquillon existait déjà au XVIIe siècle (1628) dans la langue française sous la forme du mot argotique francillon qui se dit «  »,. Pour les néerlandophones, le mot franskiljon dérive par corruption de l’expression flamande fransche luysen, qui signifie « pouilleux français ». Cette expression tirée du patois flamand brabançon est apparue dans les années 1830 alors que la capitale de la Belgique nouvellement créée était soumise à l’arrivée massive d’étrangers, principalement Français et belge .

## Histoire
Le fransquillonisme est un phénomène qui prend ses racines au Moyen Âge, va en s'amplifiant sous les régimes bourguignon et autrichien pour prendre toute son ampleur au XIXe siècle[réf. nécessaire]. On adopte le français comme langue professionnelle ou privée, à titre individuel ou familial, le néerlandais flamand se réduisant à une langue diglossique.

### Rôle historique des francophones dans l'économie et la culture de la Flandre
Historiquement, depuis l'indépendance de la Belgique jusqu'aux années 1960, la bourgeoisie francophone occupait souvent les postes-clé de l'économie flamande[réf. nécessaire]. Il s'agissait notamment de grands industriels, joailliers, banquiers, avocats, médecins, cadres. Excepté les nobles, également francophones, ils étaient essentiellement urbains, concentrés dans les grandes villes flamandes : Gand, Anvers, Bruges, Courtrai[réf. nécessaire]. La bourgeoisie francophone de Flandre était éminemment belge et ne faisait donc qu'un avec les bourgeoisies de Bruxelles et du Sud du pays.[réf. nécessaire]
Aujourd'hui, malgré un statut social toujours élevé, leur rôle économique est moins important qu'autrefois, en raison de l'ascension sociale des néerlandophones et d'un changement de mentalité en général en Flandre.[réf. nécessaire] On suppose que leur nombre diminue.
Ils ont joué un rôle dans le développement économique et industriel de la Flandre[réf. nécessaire], mais ont été accusés par le mouvement flamand d'être trop liés à l'État belge et de vouloir se distinguer des Flamands ordinaires tout en les méprisant.[non neutre]
Les francophones ont également donné à la Flandre des écrivains de renommée internationale. C'est pourquoi on parle parfois d'une littérature flamande d'expression française.

## Les francophones de Flandre auXXIesiècle
En 2009, il existait de 300 000 à 370 000 francophones,,, soit à peu près 5,9 % (marge d'erreur 0,92 %) de la population, en Région flamande. Le pourcentage par province est réparti de la façon suivante : 15,7 % dans le Brabant flamand, 7 % en Flandre-Occidentale, 3,9 % en Flandre-Orientale, 3,1 % dans le Limbourg et 2,3 % en province d’Anvers,. La plupart sont issus de la grande bourgeoisie flamande. Certains sont des artistes ou œuvrent dans le monde de la culture, notamment plusieurs écrivains.

## L'identité culturelle francophones de Flandre 'profonde' n'est pas celle des francophones de la périphérie bruxelloise
Une partie des francophones de la périphérie bruxelloise et de la côte sont des francophones d'origine bruxelloise ou wallonne qui se sont établis en Flandre depuis une cinquantaine d'années ou qui y sont nés.
La francisation des Flamands fransquillons a connu une pénétration moins grande dans l'actuelle région flamande que dans l'actuelle Région de Bruxelles-Capitale qui connut une francisation massive, diversifiée et quasi-généralisée (classes moyennes, puis classes populaires) à la fin du XIXe siècle et au début du XXe siècle, les Bruxellois étant aujourd'hui francophones à 95 %.